# モリス (漫画家)
モリスは、日本の漫画家。主に成人向け漫画雑誌で活動している。

## 人物・作風
アンソロジー系の書籍に収録している常連漫画家として著名。
登場人物は総じてバランスの取れた肢体である。
作風としては、相思相愛・近親相姦ものなどが多く、陵辱ものは少ない。
公式ホームページや公式Twitterを運営しているものの、多忙のためか、全くと言って良いほど更新されておらず、死亡説も出ている。
後述の作品リストにある『近親LOVE』を境に近親相姦ものが増えている。
女性器の隠語などを伏せ字にすることはあまり無く、性器部分を無修正で発表している書籍も多い。
単行本は現在でもアンソロジー書籍に新作が収録されるかたちで発売されているが、個人名義の単行本としては後述の作品リストにある『巨乳妻 東京フリンピック』を最後に新作の発売が途絶えている。

## 作品リスト
個人名義で発表した書籍のみ列記（アンソロジーで発表されている書籍は多岐に亘っており、詳細な調査が不可能であるため、除外）
- 『よせなべぐつぐつ』（1993年9月1日、白夜書房）ホットミルクコミックスシリーズ
ISBN 4893673580
- 『Milk Age』(1994年8月1日、ヒット出版社)ヒットコミックス
ISBN 4938544326
- 『メイドインヘヴン』（1995年3月1日、ヒット出版社）セラフィンコミックス
ISBN 4938544490
- 『お姉さんの個人授業』（1997年10月1日、ビデオ出版）
ISBN  4892120588
- 『魔女っ娘ママ』（2002年4月25日、スコラマガジン）富士美コミックス
ISBN  4894214741
- 『近親LOVE』（2002年6月28日、桜桃書房）EXコミックス
ISBN 4756725473
- 『ビーカーの中の欲望』（2003年5月24日、スコラマガジン）富士美コミックス
ISBN 4894215284
- 『人妻教育法』（2005年3月24日、富士美出版）富士美コミックス
ISBN 4894216191
- 『妖しい母と淫らな叔母』（2006年6月24日、富士美出版）富士美コミックス
ISBN 4894216841
- 『ビーカーの中の情事』（2007年5月19日、スコラマガジン（蒼竜社））プラザコミックス
ISBN 4883863239
- 『近親相姦者の日常』（2011年11月21日、サン出版）ウォー!コミックス
ISBN 4864446105
- 『異常性欲妻の日常』（2012年10月12日、サン出版）ウォー!コミックス 33
ISBN 4864446237
- 『人妻アヘノミクス』（2013年4月12日、サン出版）ウォー!コミックス 40
ISBN 486444630X
- 『巨乳妻 東京フリンピック』（2014年2月12日、マガジン・マガジン）ウォー!コミックス
ISBN 4896444388